# 1929 au théâtre
| Années du théâtre : 1926 - 1927 - 1928 - 1929 - 1930 - 1931 - 1932    |
| Décennies du théâtre : 1890 - 1900 - 1910 - 1920 - 1930 - 1940 - 1950 |

Cet article présente les faits marquants de l'année 1929 au théâtre.

## Événements
- Fermeture du théâtre Femina de Paris sur l'avenue des Champs-Élysées.

## Pièces de théâtre représentées
- 24 février : L'Homme de joie de Paul Géraldy et Robert Spitzer, Théâtre de la Madeleine
- Octobre : Carine ou la jeune fille folle de son âme de Fernand Crommelynck, Théâtre de l'Œuvre
- 8 novembre : Amphitryon 38 de Jean Giraudoux, Comédie des Champs-Élysées
- Septembre : La Fugue, d'Henri Duvernois, Théâtre Saint-Georges

## Naissances
- 8 février : Claude Rich.

## Décès
- 25 juin : Georges Moinaux ou Moineau, dit Georges Courteline, romancier et dramaturge français (° 25 juin 1858).